# ماماداسا سیلا
ماماداسا سیلا (به انگلیسی: Mamadassa Sylla،  زادهٔ ۱۵ ژوئن ۱۹۹۳) یک کشتی‌گیر فرنگی‌کار اهل کشور فرانسه است. وی سابقه حضور در المپیک ۲۰۲۴ پاریس را دارد.